# Markgraafschap Valencijn
De mark Valencijn of het markgraafschap Valencijn was een mark die ontstond in 957 toen keizer Otto I de Grote de streek rond Valencijn (tegenwoordig Valenciennes) van de Henegouw losmaakte. Het gebied was gelegen aan de Schelde, welke de grens vormde tussen het Heilige Roomse Rijk en Frankrijk.  In 1071 werd na de Slag bij Kassel de mark verenigd met Bergen en Chièvres onder de naam graafschap Henegouwen, verwijzend naar de Henegouw die tot 957 had bestaan.